# 시트로엥 DS5
시트로엥 DS 5(프랑스어: Citroën DS5)는 시트로엥에서 2011년부터 2018년까지 생산했던 컴팩트 이그제큐티브 해치백으로 2011년 11월 유럽 시장에 출시되었다.프리미엄 서브 브랜드 DS의 세 번째 모델이며, 시트로엥이 DS 모델의 배지를 변경하고 DS 브랜드로 판매하기로 결정한 후 2015년에 DS 5로 재출시되었다.

## 판매 및 생산대수

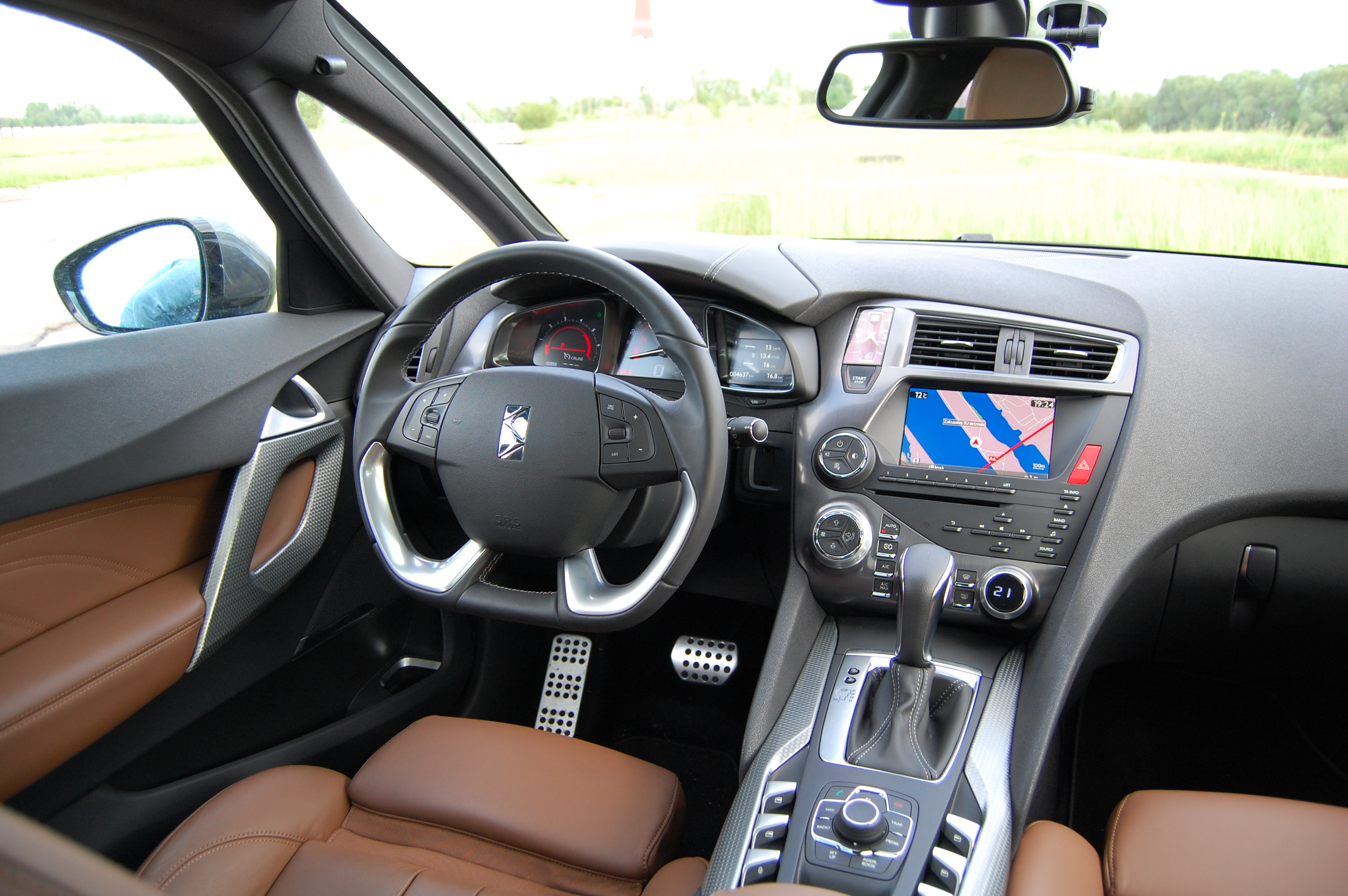
내부

| 연도   | 전세계 생산대수 | 전세계 판매대수 | 비고                |
| 2010년 | 발표 예정       | 200대           |                     |
| 2011년 | 4,560대         | 3,255대         | 총 생산량: 4,733대  |
| 2012년 | 29,700대        | 27,800대        | 총 생산량: 34,500대 |
| 2013년 |                 |                 |                     |
| 2014년 |                 |                 |                     |